# Mariusz Olszewski
Mariusz Jacek Olszewski (ur. 10 sierpnia 1969 w Kielcach) – polski polityk, dziennikarz, poseł na Sejm III kadencji.

## Życiorys
Ukończył studia na Wydziale Nauk Humanistycznych Katolickiego Uniwersytetu Lubelskiego. Pracował jako dziennikarz m.in. w kieleckim radiu „Jedność”. W 1997 został posłem na Sejm III kadencji z listy Akcji Wyborczej Solidarność (jako członek Zjednoczenia Chrześcijańsko-Narodowego i kandydat rekomendowany przez bliskie Radiu Maryja Stowarzyszenie Rodzina Polska), zdobywając 13 774 głosy. Do 2000 był jednym z najbliższych współpracowników Jana Łopuszańskiego. Kierował jego sztabem wyborczym przed wyborami prezydenckimi. Wielokrotnie wypowiadał się przeciw wejściu Polski do UE i NATO.
W kwietniu 1999 został wykluczony z ZChN. Wstąpił następnie do koła poselskiego i partii Porozumienie Polskie, a następnie (w 2001) do koła Alternatywa. W wyborach samorządowych w 1998 dostał się do sejmiku świętokrzyskiego z ramienia organizowanej przez siebie listy „Wspólnoty Świętokrzyskiej”, której radni współtworzyli koalicję z SLD i PSL (na skutek uzgodnień koalicyjnych od 2001 do 2002 zasiadał w zarządzie województwa).
Od 2001 wielokrotnie kandydował bez powodzenia w różnych wyborach – w tym w parlamentarnych w 2001, 2005, 2007 i 2011 (do Sejmu), na prezydenta Kielc w 2002 i 2006, do Parlamentu Europejskiego w 2004 i 2009 oraz w uzupełniających do Senatu w 2003 i 2004.
Przez kilka lat pełnił funkcję wiceprzewodniczącego socjalistycznej Polskiej Partii Pracy, w której działał od początku (wystąpił niedługo po wyborach parlamentarnych z 2011). W 2014 został wiceprzewodniczącym nowej partii Wspólnota. W maju 2018 objął funkcję wiceprzewodniczącego partii Wolni i Solidarni w województwie świętokrzyskim.

## Odznaczenia
W 2019 otrzymał Odznakę Honorową Województwa Świętokrzyskiego.